# Pyrinia solata
Pyrinia solata är en fjärilsart som beskrevs av Achille Guenée 1858. Pyrinia solata ingår i släktet Pyrinia och familjen mätare. Inga underarter finns listade.